# One (traghetto)
Il One è un traghetto appartenente alla compagnia di navigazione italiana Alilauro Gru.So.N.
Per ben cinquant'anni, dal 1974 al 2024, ha prestato servizio per Moby Lines con il nome di Bastia.

## Caratteristiche
Primo di una classe di 2 unità gemelle, è stato il primo traghetto di nuova costruzione ad entrare in servizio per Nav.Ar.Ma.
Spinto da 2 motori MVM ad 8 cilindri, riesce a raggiungere una velocità massima di 18 nodi e a trasportare un massimo di 650 passeggeri e 100 auto.

## Servizio
Varato nel 1974 nei Cantieri Benetti di Viareggio con il nome di Bastia e consegnato alla Nav.Ar.Ma., prende servizio nel giugno dello stesso anno nei collegamenti tra Livorno e Bastia in concorrenza alla Corsica Line, che impiegava il piccolo traghetto Corsica Ferry.

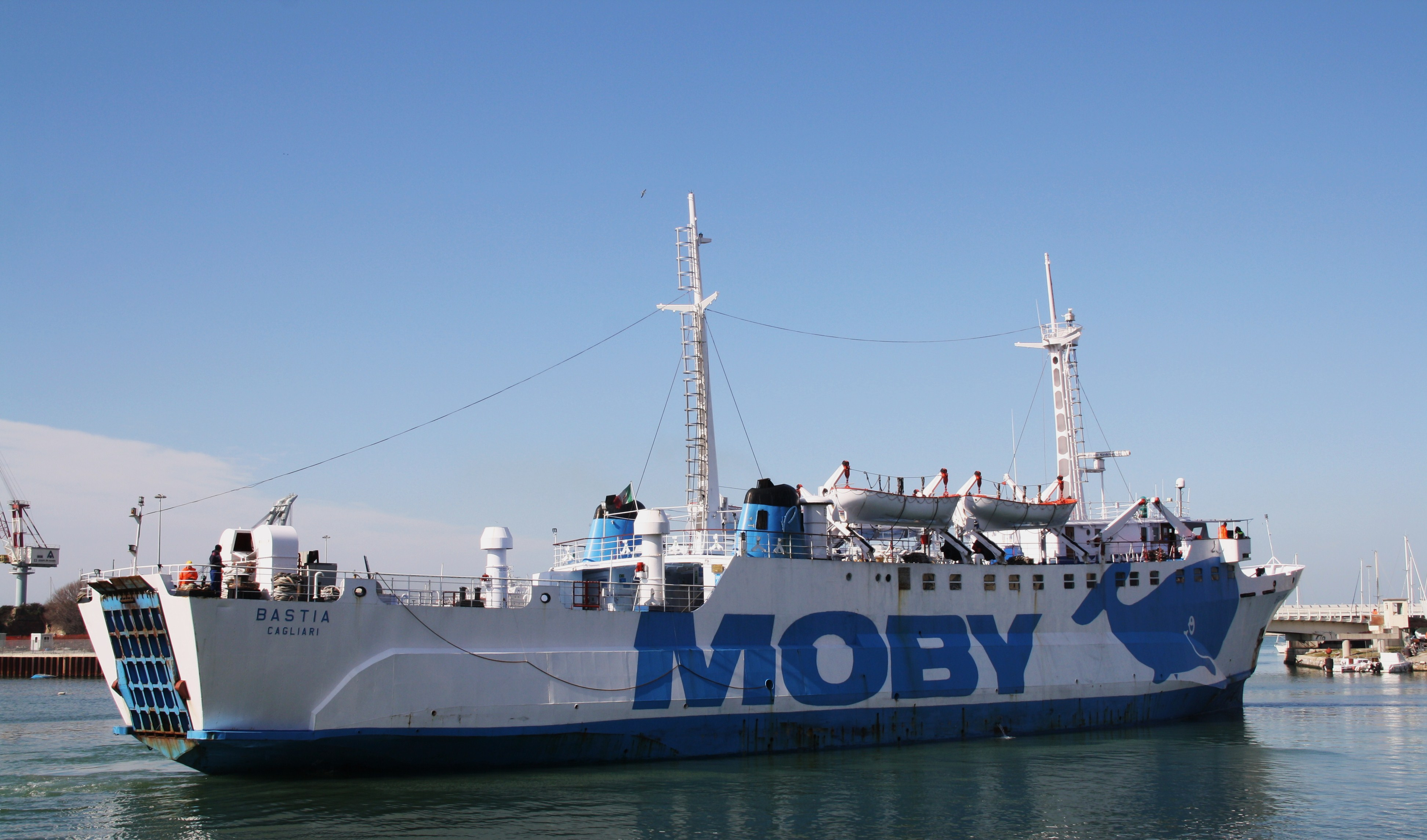
Il Bastia in evoluzione a Livorno nel 2013.

Negli anni successivi viene impiegato nei collegamenti da Piombino e Porto Santo Stefano a Bastia ed in quelli tra Piombino e Portoferraio.
Nei primi anni '80 viene impiegato per una stagione estiva sulla Bastia-Livorno, con scalo domenicale a Capraia Isola, in coppia con il gemello Giraglia.
Negli anni opera principalmente nei collegamenti tra Piombino e Portoferraio e tra Santa Teresa Gallura e Bonifacio, fino al 1998. Successivamente viene brevemente trasferito sulla Piombino-Cavo, precedentemente garantita dal Giraglia, che passerà poi sulla Bonifacio-Santa Teresa di Gallura al posto del Bastia.

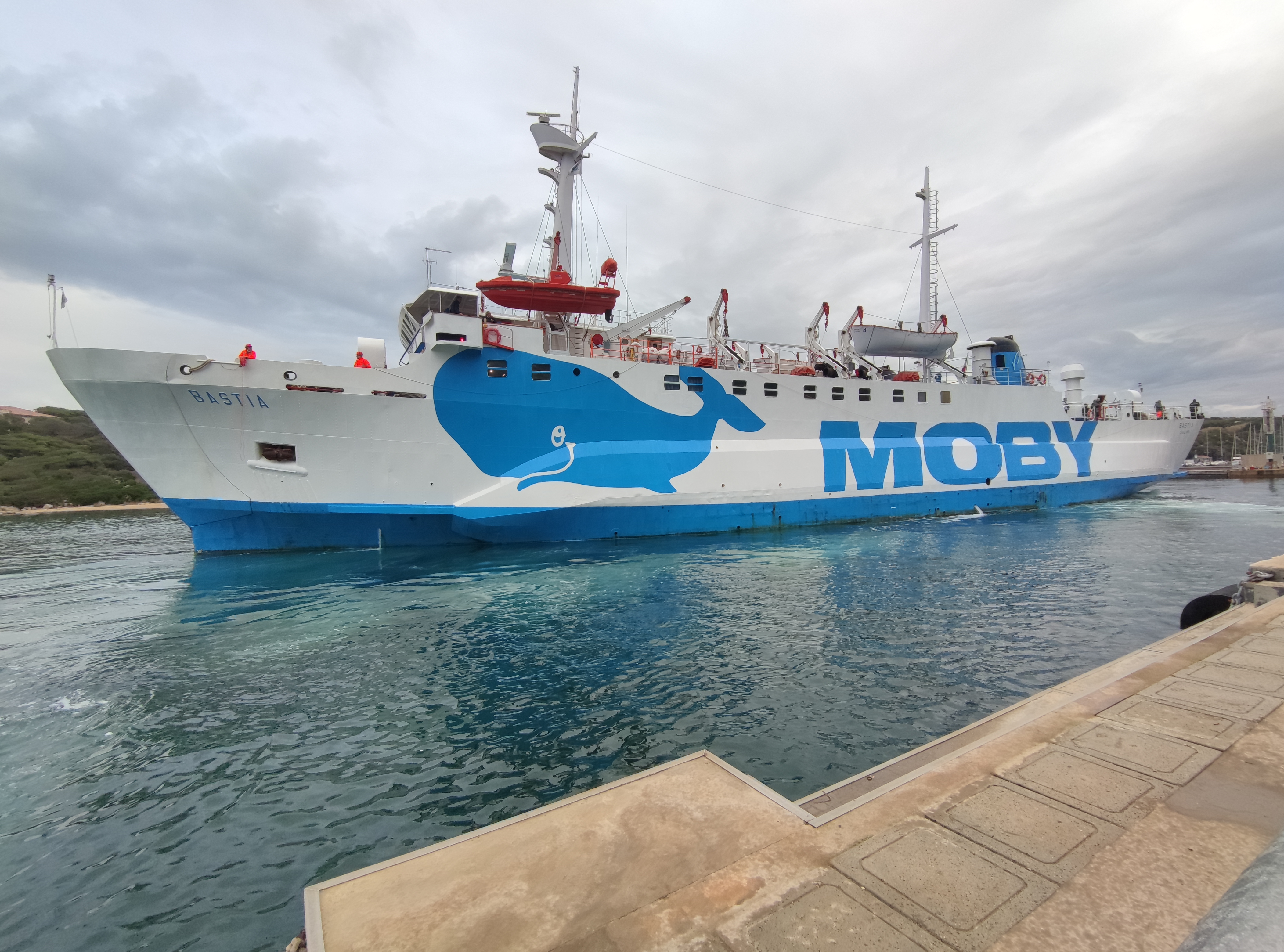
Il Bastia in arrivo a Santa Teresa di Gallura.

Dal 2011 torna ad operare sulla Piombino-Cavo durante la stagione estiva.
Per la stagione estiva 2020 torna nuovamente sulla sua tratta d'origine, operando tra Bonifacio e Santa Teresa di Gallura.
Negli anni successivi alterna il servizio sulla Piombino-Portoferraio a quello tra Bonifacio e Santa Teresa di Gallura in sostituzione del Giraglia.

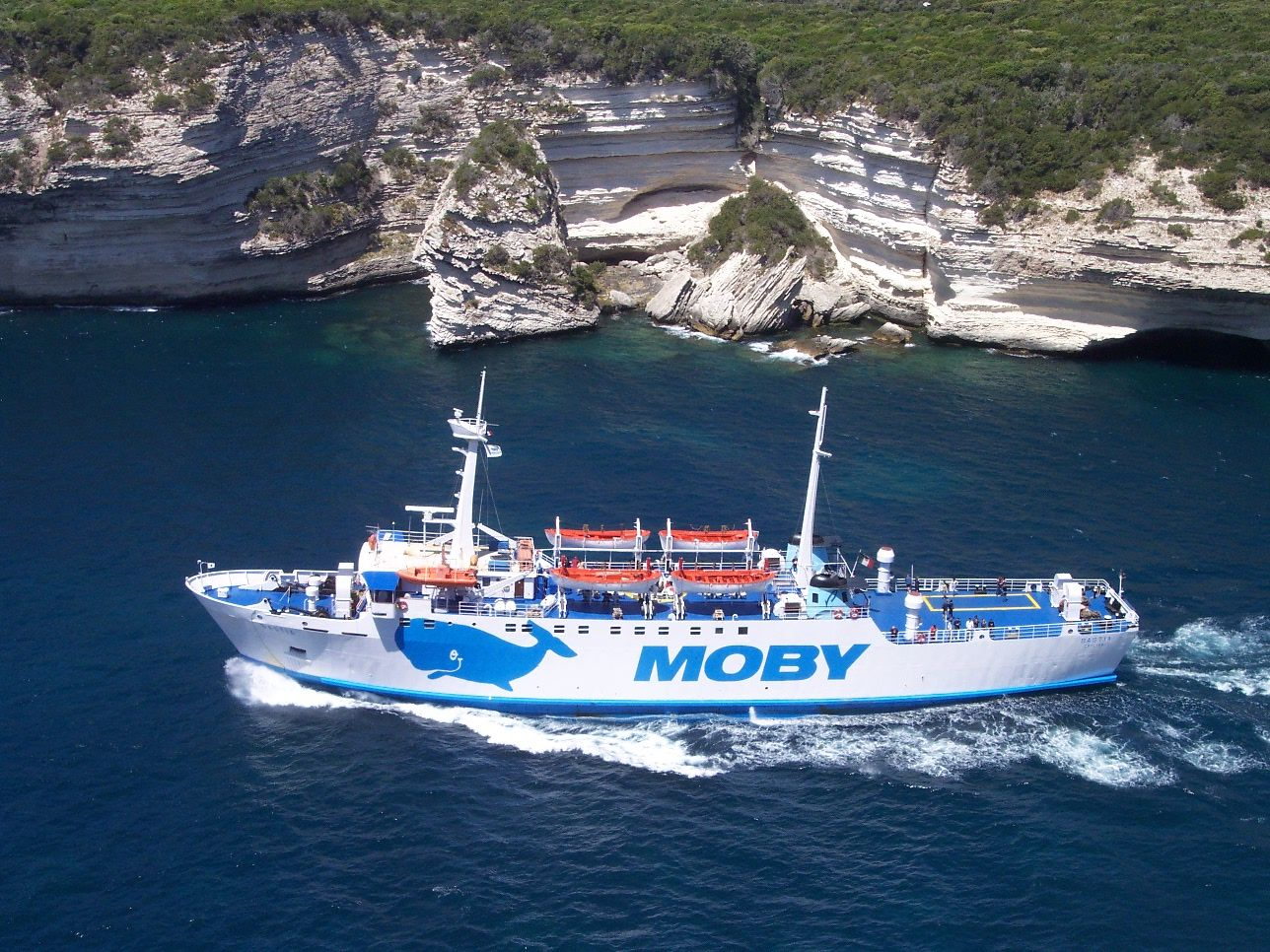
Il Bastia in partenza da Bonifacio.

Nel settembre del 2024 ne viene annunciata la cessione ad Alilauro e, una volta trasferito sotto le insegne di quest'ultima a Piombino, salpa alla volta di Napoli, dove viene disarmato, in attesa di prendere servizio a giugno 2025 nei collegamenti notturni tra Napoli e Capri, adibiti esclusivamente al trasporto delle merci pericolose.
A fine aprile 2025 viene ribattezzato One.
Il 16 giugno 2025 prende servizio nei collegamenti tra Napoli e Capri in sostituzione del Carloforte.

## Navi gemelle
- Giraglia